# 林乔
林乔，（1985年11月25日—），北京人，著名流行乐歌词作家，同时兼任企划人，制作人等。在中国大陆及港台地区，为多位知名歌手发表过大約二百首歌詞，連企劃各种作品七百余首。成功策划过数十张唱片，创作不少流行歌曲，2008年曾经和赵薇合作《天使旅行箱》，被媒体称作赵薇“御用”作词人。

## 简历
林乔是北京人，作词，企划，制作音乐作品七百余首。16岁开始接触歌词创作，并在同年发表了自己的第一首作品。早期的林乔喜欢写一些诗歌，小说，发表在文学类杂志上，2007年，林乔22岁时，还在首都经贸大学就读房地产专业，结识了著名音乐人李泉，从此开始和赵薇进行合作并且负责赵薇的歌词。在2008年，由他作词的《天使旅行箱》 入围中国Top排行榜年度最佳歌词。同时《天使旅行箱》也被MusicRadio评为年度最佳金曲。
2008年入职音乐公司担任企划至今。历任MBOX、海蝶音乐，现任太合音乐集团企划经理，成为内地最早一批职业音乐企划。企划作品：薛之谦《绅士》《一半》两张Ep诞生数首当年华语乐坛的传唱金曲，许嵩《苏格拉没有底》《梦游计》《不如吃茶去》《青年晚报》四张专辑分别拿到当年中国大陆地区流行音乐唱片年度实体销量冠军，张韶涵《全面沦陷》入围2016年全球流行音乐金榜年度最受欢迎专辑奖。方大同《JTW西游记》入围2017年第28届台湾金曲奖最佳国语专辑。
主要合作艺人：
赵薇，周迅，成龙，韩红，林俊杰，张根硕，刘德华，古巨基，郑秀文，李宇春，杨宗纬，郑中基，范逸臣，林心如，许嵩，何洁，韩雪，尚雯婕，戚薇，何润东，BY2，周蕙，黄义达，林依晨，孙俪，郑钧，陈洁仪，李荣浩，黄圣依，金志文，张智成，乔任梁，庞龙，胡歌，张卫健，陈志朋，金莎，王铮亮，蔡淳佳，郁可唯，刘惜君，唐嫣，方大同，邓紫棋，张韶涵，马天宇，2PM俊昊，信，薛之谦，汪苏泷，王源，高晓松，吴亦凡，品冠，阿兰等。

## 主要发表歌词
- 赵薇 天使旅行箱
- 赵薇 大导演
- 赵薇 多爱自己一些
- 赵薇 大城小恋
- 赵薇 蝶
- 赵薇 觉醒
- 赵薇 恰恰爱
- 赵薇 happiness
- 赵薇 老板娘
- 赵薇 幻与幻想
- 赵薇 天使旅行箱
- 赵薇 江城子
- 郑中基 英雄寞 (《射雕英雄传 (2008年)》主题歌)
- 尚雯婕 我想我是你的女人 (央视大片烽火影人主题曲)
- 黄义达 light your smart world
- 黄义达 倒叙
- 范逸臣 missing you
- 韩红 太阳至爱
- 唐禹哲 分开以后 （八大戏剧台《许浚》片尾曲）
- 范逸臣 醉青楼
- 李慧珍 爱的神话 （动画电影《西域传奇》主题曲）
- 张卫健&梁汉文 一夜年少
- 李宇春&何洁 绿色心情
- 黄圣依 旁观人生
- 黄圣依 真爱面对面
- 胡歌 爱你不会变
- 胡歌 骑单车的日子
- 胡歌 光棍 （电视剧《仙剑奇侠传3》插曲）
- 林依晨 甜蜜护院（黑松沙士Fun自然汽水 广告主题曲）
- 孙俪 沿途的风景
- 林心如 嘉年华 （feat. 李泉 2008上海托起爱-舞林盛典表演曲目）
- 张嘉倪 微笑阳光（feat. 明道+马可+徐洁儿+何明翰 电视剧《微笑在我心》插曲）
- 李泉 quando (feat. 朱珠)
- 李泉 see what light can do （飞利浦“光创所未见”活动同名主题曲)
- 乔任梁 梦想的窗（微软Windows7亚太地区代言曲）
- 乔任梁 想念
- 庞龙 你很爱他对不对
- 庞龙 当地时间
- 庞龙&于大伟 我一定会来
- BOBO 全城热恋 （feat. 张禹凌 电影《全城热恋》同名主题曲）
- BOBO 哈皮BOBO （城市之音主题曲）
- 解小东 今儿高兴 （2010东方卫视春晚 华人大联欢 表演节目）
- 甘薇&孔令奇 决战爱情（电影《决战刹马镇》主题曲）
- 张芯瑜 想念是你的脸 （电视剧《新兵日记》插曲）
- 樊凡 雨衣 （电视剧《杜拉拉升职记 》插曲）
- 桑雪 完美的瞬间
- 金巧巧 挚爱
- 王铮亮 唱给你的歌
- 杨淮 seven eleven
- 张勤 玩耍
- 吴文璟 不小心
- 金大洲 有泪无伤（电视剧《迷雾重重》片尾曲）
- 王柏森 年轻的梦
- 吴瑛仔 我还是为你哭了
- 朱帧 喂
- 陈静娇 绝版幸福
- 颖儿 欢乐到底（2009欢乐中国行魅力常德表演曲目）
- 周旭风 王族
- 周旭风 魅影
- 刘芳 爱你不会变
- 罗晓明 伤心的湖
- 罗晓明 执着是你冷漠的回答
- 萨日朗 征途
- 李文哲 冷漠的回答
- 张丹丹&姜孝萌 陪你到永远 (央视国产动画片《尾巴梦幻曲》插曲)
- 黄旭洋 失眠
- 王浩 月亮寂寞
- 王浩 萝卜土豆的爱情
- 王浩 相爱无数年
- 王浩 江南幽
- 王浩 悲歌
- 义民 旧情书
- 朱娜 恋爱大联盟
- 唐嫣 捍卫阳光（电视剧《X女特工》片头 ）
- 黄义达 闪耀（电视剧《X女特工》片尾 ）
- 古巨基&李泉 卡门
- 余婷 年少恋歌
- 樊凡 小娃娃 （电视剧 《小爸爸》 主题曲）
- 李慧珍 幸福的约定（电视剧 《全民公主》 主题曲）
- 万菲 心星
- D-gril组合 爱不告诉你
- D-gril组合 super girl
- D-gril组合 彩虹方向
- 陈彦妃 阳光的意义
- 李泉 一起
- 唐笑 野蔷薇
- 金莲 如果我是潘金莲
- 李悦君 飘飘飘
- 陈彦妃 阳光的意义
- 米艾 爱谁谁
- 张霰 快乐是自找 （09康师傅冰红茶冰力先锋乐队选拔赛歌曲）
- 刘贤竹 逆向人生  （微电影《小雷变奏曲》插曲）
- 谢添 守夜
- 孙百慧 爱的天堂
- 王思乔 沉落黄昏
- 丁祥威 I Know
- 丁祥威 为什么我开始讨厌你了
- 张子瑄 暗花伤
- 张子瑄 可惜不是我
- 彭冠英 happy day （电视剧《小儿难养》插曲 ）
- 天使组合 大步走
- 朱娜 你都给了她
- 韩智俊 甜
- 习涛 富平美 （陕西富平市公益宣传曲 ）
- 任然 避雨
- SNH48 战役的崛起
- 章靓 钟的指引
- 彭琳 米卡罗
- 彭琳 心口
- 彭琳 幸福的想哭
- 彭琳 怀抱
- 老猫 伤不起
- 鲍春来&潘晓婷 有梦 （奥运单曲）
- 张恒远 年轻不服输
- 赵仕瑾 听说那时的爱很美
- 阿兰 霸道天下
- 宁桓宇 替你爱我
- 姜海威 你不快乐我知道
- 姜海威 像夏天
- 姜海威 逼真
- 陈志朋 亲爱
- 陈志朋 舞夜倾心
- 阿兰 一朵云
- 小樊 伊人唱
- 杨丁子 那年那月
- 冯建宇 不一样的美男子
- 王玉 心弦
- 拉菲尔 失眠无白
- 袁权 爱在心中
- 汪苏泷 想爱不能爱（电视剧《重生之名流巨星》插曲）
- 汪苏泷 共赴（电视剧《念无双》插曲）
- 王源 说好不散
- 王源 年即是念
- 陈娟儿 忍不住
- 邓紫棋 心之焰
- 谭维维 墨梅
- K.Z谭定安 给孩子（歌手第二季 第12期）
- 吴亦凡 我选择的路
- 陈娟儿 想爱不能爱
- 梁韵聪 现在只想爱你
- 刘惜君 原上草
- 韩雪&韩栋 空情
- 牛奶咖啡 一个人的风景
- 郁可唯 未至
- 刘惜君 醉里红尘
- 毛方圆 颤抖

## 主要企划项目
- 薛之谦 绅士 EP企划
- 薛之谦 一半 EP企划
- 张婧 找 专辑企划
- 许嵩 寻宝游戏 专辑企划
- 赵薇 天使旅行箱 专辑企划
- 赵薇 我们都是大导演 专辑企划
- 许嵩 苏格拉没有底 专辑企划
- 周迅 李米的猜想 电影原声带企划
- 朱珠 ZhuZhu朱珠 专辑企划
- 许嵩 梦游计 专辑企划
- 许嵩 不如吃茶去 专辑企划
- 许嵩 海上灵光 映像书企划
- 戚薇 如果爱忘了 专辑企划
- 戚薇 爱.战 写真书企划
- 回音哥 重定义 专辑企划
- 许嵩 海上灵光 映像书企划
- 戚薇 2PM俊昊 你是对的人 单曲企划
- 刘德华 郑秀文 不盲不爱 单曲企划
- BY2 90闹now 专辑企划
- BY2 2020爱你爱你 ep写真书企划
- 许嵩 天龙八部之宿敌 单曲企划
- 杨宗纬 横扫天下之笑天下 单曲企划
- 邓紫棋 你把我灌醉 单曲企划
- 曹轩宾 星宿七 专辑企划
- 方大同 JTW西游记 专辑企划
- 张韶涵 全面沦陷 专辑企划
- 曹轩宾 你的三次方 专辑企划
- 王厂长 女人一定要有钱 专辑企划
- 袁成杰 单身嘲男 专辑企划
- 戚薇 L to V 秘密 ep企划
- 武家祥 想要你知道 专辑企划
- 林俊杰 IAM 世界巡回演唱会 2010 武汉之夜DVD 企划
- 唐唐 妈咪妈咪HOME 专辑企划
- 戚薇 范逸臣 胡歌 高手如林之无懈可击原声带 专辑企划
- 何润东 东南 张婧 璀璨人生原声带 企划
- 许嵩 违章动物 单曲企划
- 彭琳 米卡罗 专辑企划
- 张嘉倪 又见一帘幽梦原声带 企划
- 魏佳庆 I am 企划
- 凡人组合凡人与他的好朋友们 专辑企划
- 张根硕 Driving To The Highway 企划
- 踏西男孩 tuexdo ep企划
- 唱作达人唱作达人第一击  ep企划
- 成龙 我还是成龙 专辑企划
- 蔡淳佳 淳+  专辑企划
- 周深 周深的深 专辑企划
- 陈志朋他和她·爱  专辑企划

## 制作项目
- 黄圣依 等你回家 监制
- 黄圣依 我不想说 中央电视台 国庆晚会 制作
- 黄圣依 旁观人生 制作
- 条条 重飞 制作
- 唐笑 野蔷薇 制作
- 唐笑 你是对的人 制作